# Laxtjärnen (Järna socken, Dalarna)
Laxtjärnen är en sjö i Vansbro kommun i Dalarna och ingår i Dalälvens huvudavrinningsområde.